# 奥裾花渓谷

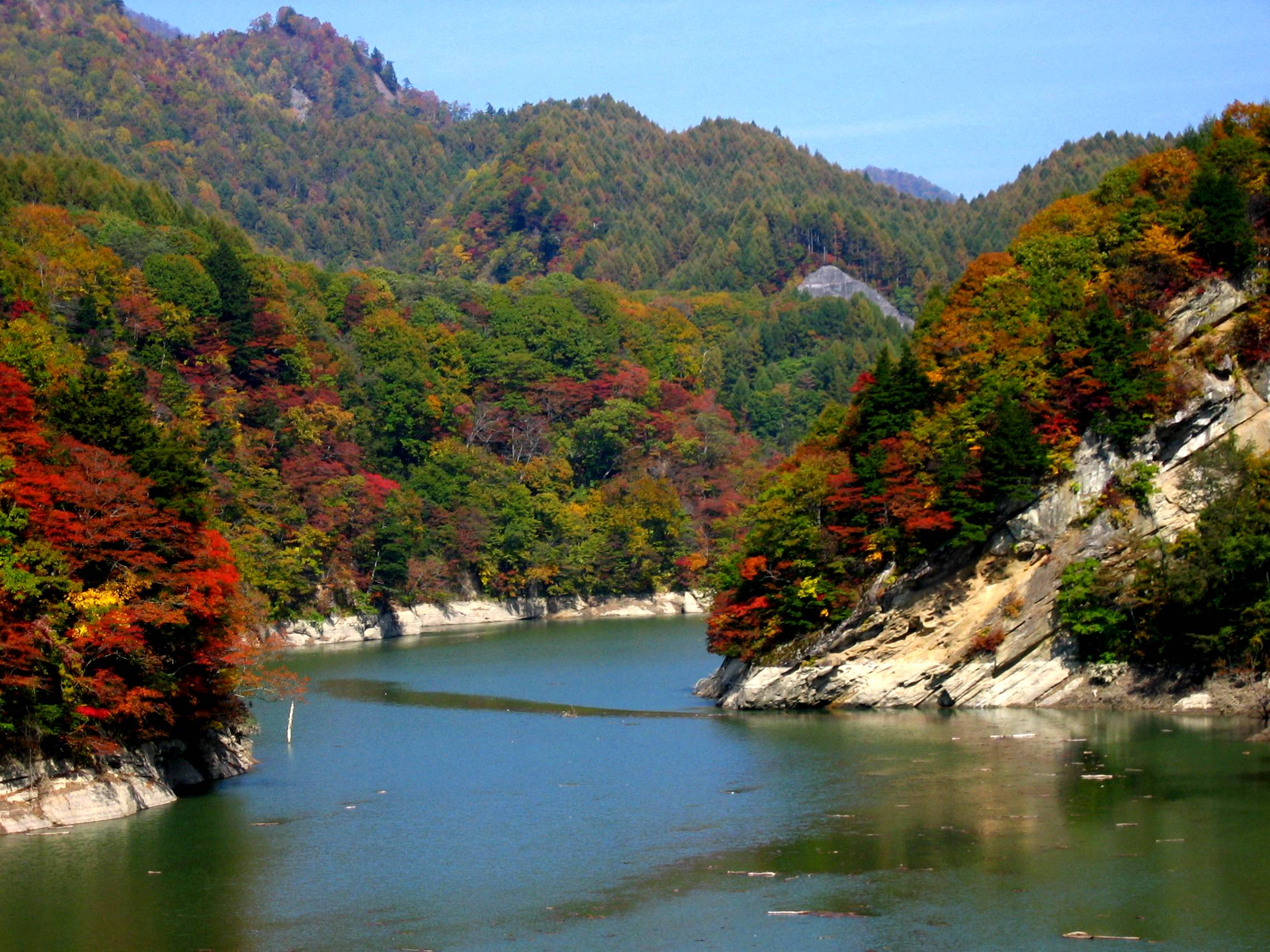
奥裾花渓谷（奥裾花ダム湖）

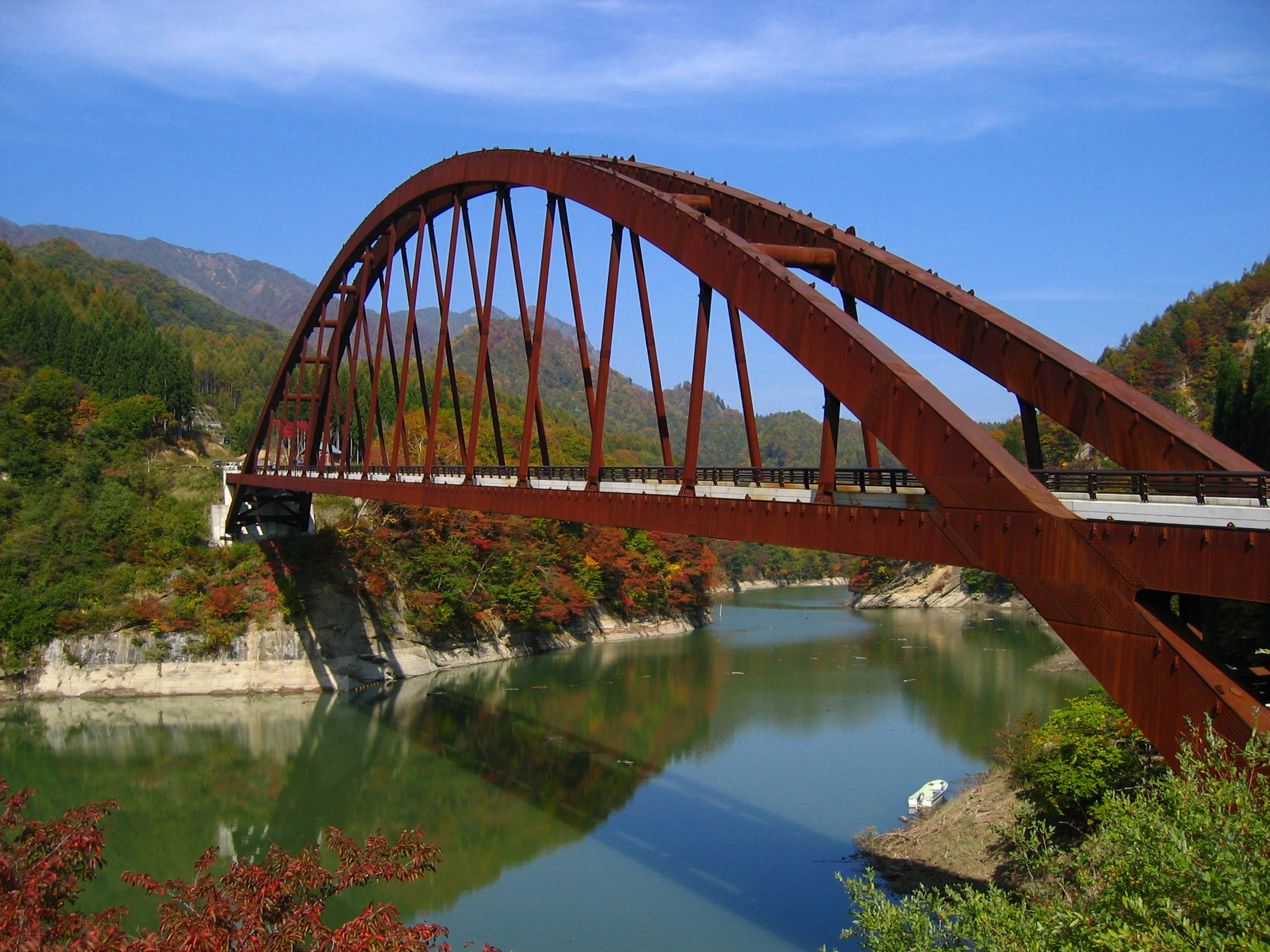
奥裾花渓谷に架かる奥裾花大橋

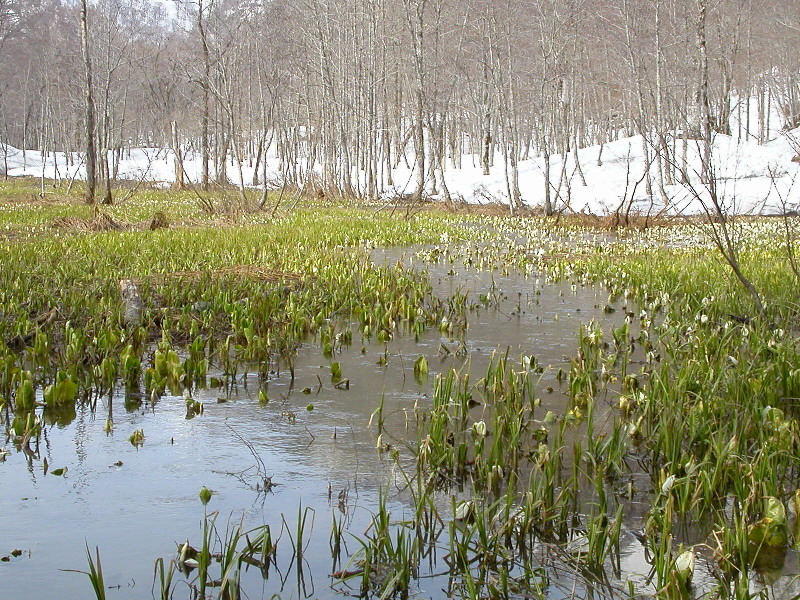
奥裾花自然園こうみ平湿原地

奥裾花渓谷（おくすそばなけいこく）は長野県長野市鬼無里にある裾花川上流の渓谷である。長野県指定名勝。
奥裾花ダムから上流へおよそ5キロメートルにわたり、落差100メートルほどの褶曲した泥岩・砂岩の断崖が続く。
紅葉シーズンにはダム湖である奥裾花湖に映える紅葉目当ての観光客が訪れ、日本百景や21世紀に残したい日本の自然100選に選ばれている。
また、最奥部にある奥裾花自然園（奥裾花湿原）は本州最大規模のミズバショウ群落として知られ、日本の自然100選、日本の秘境100選、水源の森百選に選ばれている。

## 奥裾花渓谷で見られる地形・奇岩
周辺は侵食に弱い泥岩や砂岩、凝灰岩地帯で、大きく褶曲した地層を裾花川が侵食して形成された奇岩などを見ることができる。
- 木曽殿アブキ - 間口約60メートル、奥行き約20メートルの岩穴。善光寺地震で崩落する以前は数倍の規模があったとされる。木曽義仲がここで野営をしたという伝承からこの名がある。

以下のものは長野市の天然記念物に指定されている。
- ハチの巣状風化石（幻夢洞） - 風蝕によって蜂の巣のように無数の細かい孔があいた奇岩。（奥裾花渓谷ではないが、同じ裾花川上流の深谷沢のものは長野県の天然記念物に指定されている。）
- 奇岩千畳敷
- ケスタ
- ポットホール
- サンドパイプ
- 漣痕（リップルマーク）
- 日影向斜の向斜軸
- アズメ沢の化石群
- クルワドウ沢の団塊

一方、砂岩や泥岩が特に水により脆くなるという性質上、融雪期にたびたび地すべりを起こしており、特に1997年（平成9年）には上流の濁川で地すべりが発生し、高さ60～70メートルに達する大規模な天然ダムを形成した。